# Reflexiones (álbum)
Reflexiones es el título del 20°. álbum de estudio grabado por el artista mexicano José José. El álbum fue lanzado al mercado bajo el sello discográfico RCA Ariola a finales del año 1984. 
Esta producción se caracteriza porque es la primera en la cual el compositor de todos los temas es el español Rafael Pérez-Botija. Sencillos como Payaso e ¿Y qué? fueron los que ayudaron a promover el disco en la radio y la televisión. Por segunda ocasión, se recurre a la producción de videos musicales para posicionar exitosamente a la producción en el mercado, alcanzando casi 3 millones de copias vendidas. Según la página web oficial de José José, con este disco el cantante se hizo merecedor a un Disco de Platino por sus altas ventas.
El álbum Reflexiones obtuvo una nominación para el Premio Grammy a la Mejor Interpretación de Pop Latino en los 28°. entrega de los Premios Grammy, celebrada el martes 25 de febrero de 1986, en la cual ganó Es fácil amar (1985) de Lani Hall.

## Antecedentes
La disquera le dio instrucciones de grabar otro disco. El único compositor de habla hispana capaz de mantener el éxito que representó su grabación con Manuel Alejandro, por supuesto, Rafael Pérez Botija, quien se dio a la tarea de escribir todo el disco para él.
“Reflexiones” su disco número 20, también recibió promoción continental y toda la atención que requería; por consiguiente, alcanzó una venta por más de dos millones de copias.
Comenta el mismo: Este disco obtuvo un gran éxito. El tema “¿Y qué?” se convirtió en el himno de la comunidad homosexual. José José los admiraba y los quería mucho. La gran ventaja que tienen para enfrentar al mundo que no los comprende, es su gran sensibilidad. El Príncipe de la Canción tuvo varios amigos homosexuales de ambos sexos, y se llevaba muy bien con ellos.

Con el paso de los años, el tema "Seré" se volvió en un tema clásico, pero a la vez profético, ya que en la letra se menciona las consecuencias de haber cantado y sus problemas a lo largo de los años, prediciendo que perdería la voz.
Se dice que el disco se llama asi, por las reflexiones que tuvo despues del éxito de "Secretos", ya que el álbum anterior representaba los secretos de su vida, asi que tuvo el tiempo para reflexionar.

## Promoción, recepción, ventas y reproducciones
Para la promoción de este disco, se hizo 2 videoclips, de acuerdo con lo que aparece en canal oficial de You tube, Tal es el caso de Payaso e ¿Y que?, además, se lanzo un foto disco (picture disc) de vinilo de edición limitada, ademas de los sencillos "Seré" y "Tú ganas" en discos de 45 RPM. Fue el segundo disco que salieron en todos formatos fisicos en EUA. La edición para este país, sale un José José del lado izquierdo en el disco, mientras que en Mexico y otros paises de America Latina y España, solo salieron en Lp y Cassette. Actualmente es uno de los pocos discos de José José que se produce a nivel internacional. En You Tube sus números alcanza en 15 millones de visualizaciones y en Spotify hasta los 20 millones de escuchas.

## Lista de canciones[2][3]
- Todas las canciones escritas, compuestas y producidas por Rafael Pérez-Botija.

| Reflexiones |                                     |                     |                     |          |  |
| N.º         | Título                              | Escritor(es)        | Productor (es)      | Duración |  |
| 1.          | «Payaso»                            | Rafael Pérez-Botija | Rafael Pérez-Botija | 2:59     |  |
| 2.          | «Seré»                              | Rafael Pérez-Botija | Rafael Pérez-Botija | 3:11     |  |
| 3.          | «Adiós princesa»                    | Rafael Pérez-Botija | Rafael Pérez-Botija | 4:05     |  |
| 4.          | «Tú ganas»                          | Rafael Pérez-Botija | Rafael Pérez-Botija | 3:01     |  |
| 5.          | «Toda mía»                          | Rafael Pérez-Botija | Rafael Pérez-Botija | 3:03     |  |
| 6.          | «De hombre a hombre»                | Rafael Pérez-Botija | Rafael Pérez-Botija | 3:04     |  |
| 7.          | «Disimula»                          | Rafael Pérez-Botija | Rafael Pérez-Botija | 3:08     |  |
| 8.          | «¿Y qué?»                           | Rafael Pérez-Botija | Rafael Pérez-Botija | 3:09     |  |
| 9.          | «¿Estás segura?»                    | Rafael Pérez-Botija | Rafael Pérez-Botija | 3:20     |  |
| 10.         | «¿Qué hay de malo en ser extraños?» | Rafael Pérez-Botija | Rafael Pérez-Botija | 3:15     |  |

## Créditos y personal[2][3]
- José José - Voz
- Rafael Pérez-Botija - Composición, arreglos, dirección, producción y realización.
- Joel Soifer - Ingeniería de sonido (North Hollywood)
- Carlos Martos - Ingeniería de sonido (Madrid)
- Jim Shea - Fotografía
- Alberto Reyna, Depto. de Arte Ariola - Diseño
- Grabado en 1984 en One On One Studios (North Hollywood, California) y en Estudios Gramola (Madrid, España).
- Mezclado en The Complex Studios (Los Ángeles, California) por Joel Soifer.

© MCMLXXXIV. BERTELSMANN DE MÉXICO, S.A.

## Posicionamiento en las listas
| Lista (1985)                    | Máxima posición |
| ------------------------------- | --------------- |
| U.S. Billboard Latin Pop Albums | 1               |

### Sucesión y posicionamiento
| Predecesor: - | U.S. Billboard Latin Pop Albums — Álbum N°. 1 29 de junio de 1985 - 18 de octubre de 1985 | Sucesor: Libra de Julio Iglesias |